# Eupithecia denticulata
Eupithecia denticulata är en fjärilsart som beskrevs av Treitschke 1828. Eupithecia denticulata ingår i släktet Eupithecia och familjen mätare. Inga underarter finns listade i Catalogue of Life.